# Ralph Steadman
Ralph Steadman (Wallasey, 15 maggio 1936) è un illustratore, fumettista e animatore britannico conosciuto per la sua collaborazione con lo scrittore americano Hunter S. Thompson e per le sue caricature politiche e sociali, i cartoni animati e i libri illustrati.

## Biografia
Nonostante abbia illustrato articoli per The New York Times, The Daily Telegraph e Rolling Stone, è ricordato soprattutto per le sue illustrazioni per il libro Paura e disgusto a Las Vegas di Hunter Thompson. Ha anche illustrato articoli di Thompson in varie pubblicazioni. Più tardi ha ripreso il design delle opere di Thompson. Questa volta The Curse of Hawaii, pubblicato nel 1983 sulla rivista Rolling Stone. Steadman ha progettato le opere di altri autori, non solo libri e articoli, ma anche poster di film, ad esempio il poster del film del 1987 Shakespeare a colazione del regista britannico Bruce Robinson.
Ha illustrato libri sulle avventure di Alice di Lewis Carroll. Nel 2004, ancora una volta insieme a Thompson, è stato pubblicato Fire in the Nuts - un libro semi-autobiografico su Thompson, scritto da lui negli anni '50 e pubblicato mezzo secolo dopo in 176 copie con autografi dell'autore e dell'illustratore. Dopo il suicidio di Thompson nel 2005, Steadman continua a fare illustrazioni con il compianto amico nel ruolo del protagonista.
Illustra ancora articoli e libri anche in tarda età.

## Opere
- The Little Red Computer, 1968
- Two Donkeys and a Bridge, 1972
- Paura e disgusto a Las Vegas, 1973 (di Hunter S. Thompson)
- America, 1974
- Emergency Mouse, 1978 (di Bernard Stone)
- The Curse of Lono, 1980 (di Hunter S. Thompson)
- Inspector Mouse, 1980 (di Bernard Stone)
- I Leonardo, 1983 (su Leonardo da Vinci)
- Quasimodo Mouse, 1984 (di Bernard Stone)
- Treasure Island, 1985 (di Robert Louis Stevenson)
- That's My Dad, 1986
- The Complete Alice, 1986 (Come in uno specchio e La caccia allo Snark, di Lewis Carroll)
- No Room to Swing a Cat, 1989
- Near the Bone, 1990
- Sigmund Freud par Ralph Steadman, Aubier Montaigne, 1990.
- The Grapes of Ralph. Wine according to Ralph Steadman, 1992
- Still Life with Bottle. Whisky according to Ralph Steadman, 1994
- Teddy! Where Are You?, 1995
- La fattoria degli animali, 1995 (di George Orwell)
- The Poor Mouth (Dalkey Archive Press), 1996
- Gonzo. The art of Ralph Steadman, 1998
- Little.com, traduit sous le titre Petit.com, Seuil Jeunesse, 2000
- Doodaaa. The Balletic Art of Gavin Twinge. A Novel, Bloomsbury Publishing, Londres 2003
- The Joke's over, 2006
- Psychogeography (2007) (scritto da Will Self)
- Garibaldi's Biscuits (2008)
- Huncho Jack Jack Huncho, album cover (2018)